# Natalja Nikolajewna Antjuch
Natalja Nikolajewna Antjuch (russisch Наталья Николаевна Антюх, engl. Transkription Natalya Antyukh; * 26. Juni 1981 in Leningrad) ist eine ehemalige russische Sprinterin mit der Spezialstrecke 400-Meter-Lauf und Hürdenläuferin.

## Sportliche Karriere
Am Anfang ihrer internationalen sportlichen Karriere gewann sie bei den Europameisterschaften 2002 in München die Silbermedaille in der 4-mal-400-Meter-Staffel. Bei den Olympischen Spielen 2004 in Athen gewann sie die Bronzemedaille über 400 m hinter Tonique Williams-Darling (BAH) und Ana Guevara (MEX) sowie Silber mit der russischen Staffel.
Bei den Weltmeisterschaften 2005 in Helsinki erreichte sie im Einzelwettbewerb das Halbfinale und gewann mit der russischen Mannschaft Gold in der 4-mal-400-Meter-Staffel. 2007 wurde sie Landesmeisterin und Sechste bei den Weltmeisterschaften in Osaka. 2009 wurde sie Vierte bei den Halleneuropameisterschaften in Turin. In der Freiluftsaison 2009 wechselte sie zum 400-Meter-Hürdenlauf. Bei den Weltmeisterschaften in Berlin wurde sie Sechste. 2010 siegte sie bei den Europameisterschaften in Barcelona über 400 Meter Hürden und stellte mit 52,92 s einen Europameisterschaftsrekord auf. Beim Leichtathletik-Continentalcup in Split wurde sie Vierte.
Bei den Weltmeisterschaften 2011 in Daegu errang sie Bronze. 2012 stellte sie bei den Olympischen Spielen in London ihre persönliche Bestzeit im Hürdenlauf über 400 m auf und wurde Olympiasiegerin; hinzu kam die Silbermedaille mit der 4-mal-400-Meter-Staffel. Am 1. Februar 2017 gab das IOC bekannt, dass den Russinnen die Silbermedaille aberkannt wird, nachdem Antjuchs Staffelkollegin Antonina Kriwoschapka bei Nachtests positiv auf ein anaboles Steroid getestet worden war. Im Oktober 2022 wurde bekannt, dass Antjuch auch der Olympiasieg aus dem Jahr 2012 aberkannt wird.

## Dopingsperre
Im März 2020 leitete die Athletics Integrity Unit (AIU), die unabhängige Integritätskommission des Weltleichtathletikverbandes World Athletics (ehem. IAAF), auf der Grundlage von Belegen aus dem McLaren-Report ein Verfahren gegen Antjuch ein. 2021 wurde die vierjährige Sperre der zu diesem Zeitpunkt bereits zurückgetretenen Athletin bis zum 6. April 2025 vom Internationalen Sportgerichtshof CAS bestätigt. Außerdem wurden zunächst alle Ergebnisse vom 30. Juni 2013 bis zum 31. Dezember 2015 gestrichen; dieser Zeitraum wurde von der AIU im Oktober 2022 bis zum 15. Juli 2012 verlängert. Als Folge dessen wurde Antjuch rückwirkend der Olympiasieg in London aberkannt.

## Persönliche Bestzeiten
- 400 m: 49,85 s, 31. Juli 2004, Tula
  - Halle: 50,37 s, 18. Februar 2006, Moskau
- 400 m Hürden: 52,70 s, 8. August 2012, London